# Daniel Rutherford
Professor Daniel Rutherford (født 3. november 1749, død 15. november 1819) var en britisk kemiker og fysiker som er mest kendt for at have isoleret grundstoffet nitrogen (kvælstof) i 1772.

## Isolering af nitrogen
Da Joseph Black studerede egenskaberne af kuldioxid, (CO2), opdagede han, at et sterinlys ikke kunne brænde i en beholder bestående af denne gas. Black overdrog projektet til sin daværende studerende, Daniel Rutherford, som foretog nærmere undersøgelser af dette fænomen. Rutherford lod en mus være i en lufttæt beholder indtil den døde, efterfølgende lod han et stearinlys brænde til det gik ud, og til sidst brændte han fosfor af, indtil det ikke længere ville brænde. Derefter lod han den tilbageværende luft passere en opløsning som absorberede alt kuldioxid i luften. I luften som var tilbage, var det ikke længere muligt at udføre en forbrænding og en mus kunne ikke leve i luften. Rutherford kaldte denne luft (som vi i dag ved primært bestod af nitrogen) for “giftig luft” (“noxious air”) eller “flogistoneret luft”. Rutherford publicerede sit experiment i 1772. Black og Rutherford var overbeviste om at flogiston-teorien var korrekt, så de forklarede deres resultater ud fra denne teori.
Standardforkortelsen Rutherf. benyttes når Daniel Rutherford citeres i botaniske og mykologiske autorer.

## Eksterne links
- Biographical note at “Lectures and Papers of Professor Daniel Rutherford (1749–1819), and Diary of Mrs Harriet Rutherford” Arkiveret 7. februar 2012 hos  Wayback Machine (engelsk)